# Forsterinaria pallida
Forsterinaria pallida is een vlinder uit de onderfamilie Satyrinae van de familie Nymphalidae.
De voorvleugellengte  van de imago bedraagt 26 tot 27 millimeter. De soort komt voor in het noordoosten van Peru en aangrenzend Ecuador.
De wetenschappelijke naam van de soort is voor het eerst geldig gepubliceerd door Peña & Lamas in 2005.